# Zarko Jukić
Zarko Jukić (* 28. Juli 1993 in Kopenhagen) ist ein serbisch-dänischer Basketballspieler.

## Laufbahn
Jukić, dessen älterer Bruder Darko ebenfalls eine Leistungsbasketballkarriere einschlug, spielte in der Jugend bei Stevnsgade in Kopenhagen, 2011 wechselte er zum Erstligisten Hørsholm 79ers, wo er bis 2014 spielte. In seiner letzten Saison in Hørsholm (2013/14) trumpfte der Flügelspieler mit einem Punkteschnitt von 14,5 pro Begegnung auf und wechselte anschließend nach Schweden zu KFUM Nässjö Basket. Jukić stand in 28 Spielen für Nässjö auf dem Feld und erzielte im Schnitt 10,7 Punkte je Partie. Nach einem Spieljahr kaufte er sich aus seinem Vertrag frei, um innerhalb der schwedischen Liga zu den Norrköping Dolphins wechseln zu können. Mit Norrköping wurde er Vizemeister und kam im Verlauf der Saison 2015/16 auf einen Mittelwert von 6,1 Punkten pro Begegnung.
Er setzte seine Laufbahn beim spanischen Zweitligisten Club Ourense Baloncesto fort, bei dem er in der Saison 2016/17 unter Vertrag stand, dort jedoch nur eine untergeordnete Rolle zugeteilt bekam. Jukić erzielte in 37 Spielen 2,7 Punkte im Schnitt. Im Sommer 2017 unterschrieb er einen Vertrag beim englischen Erstligisten Newcastle Eagles und tat sich dort unter anderem mit seiner spektakulären Spielweise hervor. In 30 Hauptrundenspielen für Newcastle kam er auf durchschnittlich 9,1 Punkte sowie 6 Rebounds, 2,2 Korbvorlagen und 1,8 Ballgewinne je Partie.
Albacete Basket aus der dritthöchsten Spielklasse Spaniens war der Verein, der Jukić im Vorfeld der Saison 2018/19 mit einem Vertrag ausstattete. Er bestritt 32 Spiele für die Mannschaft, seine Mittelwerte lauteten 6,7 Punkte und 4,4 Rebounds. Zur Saison 2019/20 kehrte er nach Dänemark zurück und schloss sich dem Erstligisten Team FOG Næstved an. Im Februar 2021 nahm ihn KR Reykjavík aus Island unter Vertrag.
Jukić wechselte zur Saison 2021/22 zu CD Póvoa nach Portugal. In der Sommerpause 2022 ging er zu Nässjö Basket nach Schweden zurück. Mitte November 2022 verließ er Nässjö und schloss sich dem spanischen Drittligisten Bàsquet Cornellà an. Für die Mannschaft bestritt er bis zum Ende des Spieljahres 2022/23 insgesamt 22 Spiele. Danach war er mehrere Monate vereinslos, im November 2023 kehrte Jukić nach Island zurück und wurde Spieler von ÍR Reykjavík.

### Nationalmannschaft
Jukić, der in Dänemark geboren wurde und aufwuchs, hatte zunächst keinen dänischen Pass. Nachdem er die dänische Staatsbürgerschaft angenommen hatte, wurde er in die Nationalmannschaft berufen, mit der er unter anderem an der EM-Qualifikation teilnahm.